# Jamník (Liptovský Mikuláš)
Jamník es un municipio del distrito de Liptovský Mikuláš en la región de Žilina, Eslovaquia, con una población estimada a final del año 2024 de 462 habitantes.
Se encuentra ubicado al sureste de la región, cerca del curso alto del río Váh (cuenca hidrográfica del Danubio), de los montes Tatras y de la frontera con Polonia y las regiones de Prešov y Banská Bystrica.

## Demografía
| Año        | 1994 | 2004     | 2014    | 2024    |
| ---------- | ---- | -------- | ------- | ------- |
| Población  | 372  | 424      | 459     | 462     |
| Diferencia |      | +13,97 % | +8,25 % | +0,65 % |

| Año        | 2023 | 2024    |
| ---------- | ---- | ------- |
| Población  | 465  | 462     |
| Diferencia |      | −0,64 % |